# Оттавіо Рінучині
Отта́віо Рінуччи́ні (італ. Ottavio Rinuccini; нар. 20 січня 1562, Флоренція — пом. 28 березня 1621, Флоренція) — італійський поет епохи відродження. Учасник флорентійської камерати, один із творців текстів перших опер — «Дафна» (1598) і «Еврідіка» Я. Пері, «Еврідіка» Дж. Каччіні (обидві 1600).